# Domingo Pimentel Zúñiga
Domingo kardinal Pimentel Zúñiga, O.P., španski rimskokatoliški duhovnik, škof in kardinal, * 3. oktober 1585, Segovia, † 2. december 1653.

## Življenjepis
Leta 1603 je podal redovne zaobljube pri dominikancih.
2. oktobra 1630 je bil imenovan za škofa Osme in 25. maja 1631 je prejel škofovsko posvečenje.
18. julija 1633 je bil imenovan za škofa Córdobe in 9. julija 1641 za nadškofa Seville.
19. februarja 1652 je bil povzdignjen v kardinala.
Na dan svoje smrti je odstopil z nadškofovskega položaja.